# 라인 프린터 데몬 프로토콜
라인 프린터 데몬 프로토콜(Line Printer Daemon protocol)/라인 프린터 리모트 프로토콜(Line Printer Remote protocol, LPD, LPR)은 원격 프린터에 인쇄 작업을 제출하는 네트워크 인쇄 프로토콜이다. LPD는 원래 BSD 유닉스 운영 체제의 버클리 인쇄 시스템에 구현되었으며, LPRng 프로젝트에서도 이 프로토콜을 지원한다. 최신 리눅스 배포판과 macOS에서 흔히 사용되는 CUPS(Common Unix Printing System)는 LPD와 인터넷 인쇄 프로토콜(IPP)을 모두 지원한다. LPR/LPD(또는 CUPS)만으로는 제공할 수 없는 더욱 강력한 기능과 성능이 필요한 경우(대규모 기업 환경에서 필요할 수 있음) 버클리 인쇄 프로토콜 구성 요소를 사용하는 상용 솔루션도 있다. LPD 프로토콜 사양은 RFC 1179에 문서화되어 있다.

## 같이 보기
- 시스템 V 인쇄 시스템
- 레거시 시스템
- CUPS
- 스풀링
- 인쇄 서버
- 응용 계층